# (5345) Boynton
(5345) Boynton es un asteroide perteneciente al cinturón de asteroides, descubierto el 1 de marzo de 1981 por Schelte John Bus desde el Observatorio de Siding Spring, Nueva Gales del Sur, Australia.

## Designación y nombre
Designado provisionalmente como 1981 EY8. Fue nombrado Boynton en honor al profesor estadounidense de cosmoquímica y geoquímica en la Universidad de Arizona, William Boynton, ha medido la abundancia de elementos en los meteoritos como un medio para explorar la historia temprana del sistema solar. Es el líder del equipo del espectrómetro de rayos γ en la nave espacial Mars Odyssey.

## Características orbitales
Boynton está situado a una distancia media del Sol de 2,761 ua, pudiendo alejarse hasta 3,419 ua y acercarse hasta 2,102 ua. Su excentricidad es 0,238 y la inclinación orbital 6,440 grados. Emplea 1675,76 días en completar una órbita alrededor del Sol.

## Características físicas
La magnitud absoluta de Boynton es 14. Tiene 8,824 km de diámetro y su albedo se estima en 0,052. 